# 언덕 위의 집
《언덕 위의 집》(Home on the Range)은 미국의 민요이다. 미국 서부에서는 비공식적인 국가라고도 불리며, 1947년 캔자스주의 주가로 지정되었다. 브루스터 히글리(Brewster M. Higley)가 지은 시(1872년 출간)를 가사로 하여 그의 친구였던 대니얼 켈리(Daniel E. Kelley, 1808-1905)가 작곡한 것까지는 확인이 되지만 민요이므로 정확한 곡 발표 시기는 알려져 있지 않다. 우리나라에서는 언덕 위의 집이라는 제목으로 알려져 있지만 range는 언덕 또는 범위가 아니라 방목장 또는 목장을 뜻한다.
빙 크로스비(Bing Crosby)가 1933년에 발표한 버전이 제일 유명하지만 웨일즈의 베이스-바리톤 브린 테펠(Sir Bryn Terfel Jones)의 앨범 Homeward Bound에 수록된 버전도 좋다.